# Heather Greenwood
Pour les articles homonymes, voir Greenwood.
Heather Greenwood Harper, née en 1958, est une nageuse américaine.

## Palmarès

### Championnats du monde
- Belgrade 1973
  -  Médaille d'or sur 400 mètres nage libre
  -  Médaille d'argent sur 4 × 100 mètres nage libre
- Cali 1975
  -  Médaille d'argent sur 800 mètres nage libre